# José Higueras
José Higueras (Diezma, 28 februari 1953) is een voormalig professioneel tennisser uit Spanje. Na zijn tenniscarrière bleef hij actief in de tenniswereld als coach.
Tussen 1976 en 1984 won Higueras 16 enkeltitels. Hij bereikte de halve finales op Roland Garros in 1982 en 1983. Hij was ook lid van het Spaanse team welke de World Team Cup wonnen in 1978.
Higueras stopte met tennis te spelen in 1986. Hierna werd hij een succesvol tenniscoach. Hij coachete Jim Courier om de nummer een van de wereld te worden (1992). Ook coachete hij Michael Chang, Pete Sampras, Todd Martin, Carlos Moyà, Sergi Bruguera, Dmitri Toersoenov en Guillermo Coria. Roger Federer huurde hem ook in als voorbereiding voor Roland Garros 2008.

## Palmares

### Enkelspel
| Nr.              | Datum             | Toernooi            | Ondergrond | Tegenstander in finale | Score                   |         |
| ---------------- | ----------------- | ------------------- | ---------- | ---------------------- | ----------------------- | ------- |
| gewonnen finales |                   |                     |            |                        |                         |         |
| 1.               | 6 december 1976   | ATP Santiago        | Gravel     | Carlos Kirmayr         | 5-7, 6-4, 6-4           | details |
| 2.               | 11 april 1977     | ATP Murcia          | Gravel     | Buster Mottram         | 6-4, 6-0, 6-3           | details |
| 3.               | 13 maart 1978     | ATP Cairo           | Gravel     | Kjell Johansson        | 4-6, 6-4, 6-4           | details |
| 4.               | 17 april 1978     | ATP Nice            | Gravel     | Yannick Noah           | 6-3, 6-4, 6-4           | details |
| 5.               | 25 september 1978 | ATP Bournemouth (1) | Gravel     | Paolo Bertolucci       | 6-2, 6-1, 6-3           | details |
| 6.               | 9 oktober 1978    | ATP Madrid          | Gravel     | Tomáš Šmíd             | 6-7, 6-3, 6-3, 6-4      | details |
| 7.               | 23 april 1979     | ATP Houston         | Gravel     | Gene Mayer             | 6-3, 2-6, 7-6           | details |
| 8.               | 21 mei 1979       | ATP Hamburg (1)     | Gravel     | Harold Solomon         | 3-6, 6-1, 6-4, 6-1      | details |
| 9.               | 20 augustus 1979  | ATP Boston          | Gravel     | Hans Gildemeister      | 6-3, 6-1                | details |
| 10.              | 10 mei 1982       | ATP Hamburg (2)     | Gravel     | Peter McNamara         | 4-6, 6-7, 7-6, 6-3, 7-6 | details |
| 11.              | 9 augustus 1982   | ATP Indianapolis    | Gravel     | Jimmy Arias            | 7-5, 5-7, 6-3           | details |
| 12.              | 27 februari 1983  | ATP La Quinta       | Hardcourt  | Eliot Teltscher        | 6-4, 6-2                | details |
| 13.              | 15 mei 1983       | ATP Bournemouth (2) | Gravel     | Tomáš Šmíd             | 2-6, 7-6, 7-5           | details |
| 14.              | 11 juli 1983      | ATP Stuttgart       | Gravel     | Heinz Günthardt        | 6-1, 6-1, 7-6           | details |
| 15.              | 29 juli 1984      | ATP Kitzbühel       | Gravel     | Víctor Pecci           | 7-5, 3-6, 6-1           | details |
| 16.              | 23 september 1984 | ATP Bordeaux        | Gravel     | Francesco Cancellotti  | 7-5, 6-1                | details |
| verloren finales |                   |                     |            |                        |                         |         |
| 1.               | 7 juli 1975       | ATP Båstad          | Gravel     | Manuel Orantes         | 0-6, 3-6                | details |
| 2.               | 15 november 1976  | ATP São Paulo       | Tapijt     | Guillermo Vilas        | 0-6, 3-6                | details |
| 3.               | 7 november 1977   | ATP Bogota          | Gravel     | Guillermo Vilas        | 1-6, 2-6, 3-6           | details |
| 4.               | 7 augustus 1978   | ATP Indianapolis    | Gravel     | Jimmy Connors          | 0-6, 3-6                | details |
| 5.               | 30 juli 1979      | ATP North Conway    | Gravel     | Harold Solomon         | 7-5, 4-6, 6-7           | details |
| 6.               | 5 november 1979   | ATP Quito           | Gravel     | Víctor Pecci           | 6-2, 4-6, 2-6           | details |
| 7.               | 26 november 1979  | ATP Santiago        | Gravel     | Hans Gildemeister      | 5-7, 7-5, 4-6           | details |
| 8.               | 26 januari 1981   | ATP Viña del Mar    | Gravel     | Víctor Pecci           | 4-6, 0-6                | details |
| 9.               | 8 maart 1982      | ATP Linz            | Gravel     | Anders Järryd          | 4-6, 6-4, 4-6           | details |
| 10.              | 1 augustus 1982   | ATP North Conway    | Gravel     | Ivan Lendl             | 3-6, 2-6                | details |
| 11.              | 15 mei 1983       | ATP Hamburg         | Gravel     | Yannick Noah           | 6-3, 5-7, 2-6, 0-6      | details |
| 12.              | 22 mei 1983       | ATP Rome            | Gravel     | Jimmy Arias            | 2-6, 7-6, 1-6, 4-6      | details |

### Mannendubbelspel
| Nr.              | Datum            | Toernooi      | Ondergrond | Partner        | Tegenstanders in finale              | Score              |         |
| ---------------- | ---------------- | ------------- | ---------- | -------------- | ------------------------------------ | ------------------ | ------- |
| gewonnen finales |                  |               |            |                |                                      |                    |         |
| 1.               | 15 juli 1974     | ATP Gstaad    | Gravel     | Manuel Orantes | Roy Emerson Thomax Koch              | 7-5, 0-6, 6-1, 9-8 | details |
| 2.               | 18 juli 1977     | ATP Hilversum | Gravel     | Antonio Munoz  | Jean-Louis Haillet Francois Jauffret | 6-1, 6-4, 2-6, 6-1 | details |
| 3.               | 2 april 1978     | WCT Milaan    | Tapijt (i) | Víctor Pecci   | Wojtek Fibak Raúl Ramírez            | 5-7, 7-6, 7-6      | details |
| verloren finales |                  |               |            |                |                                      |                    |         |
| 1.               | 24 februari 1975 | WCT Rotterdam | Tapijt (i) | Balázs Taróczy | Bob Hewitt Frew McMillan             | 2-6, 2-6           | details |
| 2.               | 11 juni 1978     | Roland Garros | Tapijt (i) | Manuel Orantes | Gene Mayer Henry Pfist               | 3-6, 2-6, 2-6      | details |

## Resultaten grandslamtoernooien
| Legenda | Legenda                          |
| ------- | -------------------------------- |
| g.t.    | geen toernooi gehouden           |
| l.c.    | lagere categorie                 |
| –       | niet deelgenomen                 |
| G       | uitgeschakeld in de groepsfase   |
| 1R      | uitgeschakeld in de eerste ronde |
| 2R      | uitgeschakeld in de tweede ronde |
| 3R      | uitgeschakeld in de derde ronde  |
| 4R      | uitgeschakeld in de vierde ronde |
| KF      | uitgeschakeld in de kwartfinale  |
| HF      | uitgeschakeld in de halve finale |
| F       | de finale verloren               |
| W       | het toernooi gewonnen            |
| w-v     | winst/verlies-balans             |

### Enkelspel
| Toernooi        | 1974 | 1975 | 1976 | 1977  | 1978 | 1979 | 1980 | 1981 | 1982 | 1983 | 1984 | 1985 |
| --------------- | ---- | ---- | ---- | ----- | ---- | ---- | ---- | ---- | ---- | ---- | ---- | ---- |
| Australian Open | –    | –    | –    | – & – | –    | –    | –    | –    | –    | –    | –    | –    |
| Roland Garros   | 3R   | 1R   | 3R   | KF    | 2R   | KF   | 1R   | 1R   | HF   | HF   | 4R   | 2R   |
| Wimbledon       | 2R   | –    | –    | –     | –    | 2R   | –    | –    | –    | –    | –    | –    |
| US Open         | –    | 3R   | 2R   | 4R    | –    | –    | –    | –    | –    | 2R   | –    | –    |

### Mannendubbelspel
| Toernooi        | 1974 | 1975 | 1976 | 1977  | 1978 |
| --------------- | ---- | ---- | ---- | ----- | ---- |
| Australian Open | –    | –    | –    | – & – | –    |
| Roland Garros   | 3R   | –    | –    | 1R    | F    |
| Wimbledon       | 2R   | –    | –    | –     | –    |
| US Open         | –    | 2R   | –    | –     | –    |